# George Evans (politiker)
George Evans, född 12 januari 1797 i Hallowell, Massachusetts (i nuvarande Maine), död 6 april 1867 i Portland, Maine, var en amerikansk politiker. Han representerade delstaten Maine i båda kamrarna av USA:s kongress, först i representanthuset 1829–1841 och sedan i senaten 1841–1847.

## Biografi

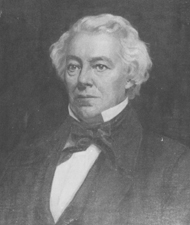
George Evans

Evans utexaminerades 1815 från Bowdoin College och studerade sedan juridik. Han arbetade därefter som advokat.
Evans efterträdde 1829 Peleg Sprague som kongressledamot. Han var först nationalrepublikan och gick sedan med i Whigpartiet. Evans efterträdde 1841 John Ruggles som senator för Maine. Han var ordförande i senatens finansutskott 1841–1845. Evans efterträddes 1847 som senator av James W. Bradbury.
Evans var delstatens justitieminister (Maine Attorney General) 1853–1854 och 1856. Han avled 1867 och gravsattes på Oak Grove Cemetery i Gardiner.